# Constanța Burcică-Pipotă
Constanța Burcică-Pipotă (Sohatu, 15 maart 1971) is een Roemeens voormalig roeister. Ze maakte haar debuut op de wereldkampioenschappen roeien 1990, waarbij ze gelijk de wereldtitel in de acht opeiste. Burcică nam voor het eerste keer deel aan de Olympische Spelen in 1992. Hierop won ze een zilveren medaille in de dubbelvier. Op de wereldkampioenschappen roeien 1993 won Burcică voor de tweede maal de gouden medaille in de acht. Vanaf 1994 specialiseerde Burcică zich in het lichtgewicht roeien. Op de wereldkampioenschappen roeien 1994 won ze het goud in de lichte skiff. Omdat de lichte skiff geen olympisch onderdeel was, nam Burcică tijdens de Olympische Zomerspelen 1996 deel in de lichte dubbel-twee. Samen met Camelia Macoviciuc won ze de gouden medaille. In haar comebackjaar 1999 won ze samen met Macoviciuc de wereldtitel. Op de Olympische Zomerspelen 2000 nam Burcică deel met haar nieuwe partner Angela Alupei en won ze met haar de olympische gouden medaille. Deze olympische titel prolongeerde ze samen met Alupei in 2004. In 2008 nam Burcică voor de vijfde maal deel aan de Olympische Spelen, ditmaal in de acht. Ze won voor de vijfde achtereenvolgende Olympische Zomerspelen een medaille, ditmaal de bronzen in de acht.

## Resultaten
- Wereldkampioenschappen roeien 1990 in Barrington  in de acht
- Wereldkampioenschappen roeien 1990 in Barrington 9e in de dubbel-twee
- Wereldkampioenschappen roeien 1991 in Wenen  in de dubbelvier
- Olympische Zomerspelen 1992 in Barcelona  in de dubbelvier
- Wereldkampioenschappen roeien 1993 in Račice  in de acht
- Wereldkampioenschappen roeien 1993 in Račice 5e in de vier-zonder
- Wereldkampioenschappen roeien 1994 in Indianapolis  in de lichte skiff
- Wereldkampioenschappen roeien 1995 in Tampere 11e in de lichte skiff
- Wereldkampioenschappen roeien 1996 in Motherwell  in de lichte skiff
- Olympische Zomerspelen 1996 in Atlanta  in de lichte dubbel-twee
- Wereldkampioenschappen roeien 1999 in St. Catharines  lichte dubbel-twee
- Olympische Zomerspelen 2000 in Sydney  in de lichte dubbel-twee
- Wereldkampioenschappen roeien 2003 in Milaan  lichte dubbel-twee
- Olympische Zomerspelen 2004 in Athene  in de lichte dubbel-twee
- Olympische Zomerspelen 2008 in Peking  in de acht

1996: Constanța Burcică & Camelia Macoviciuc ·
2000: Constanța Burcică & Angela Alupei ·
2004: Constanța Burcică & Angela Alupei ·
2008: Marit van Eupen & Kirsten van der Kolk ·
2012: Katherine Copeland & Sophie Hosking  ·
2016: Ilse Paulis & Maaike Head ·
2020: Valentina Rodini & Federica Cesarini ·
2024: Emily Craig & Imogen Grant